# Махлай, Александр Александрович
Алекса́ндр Алекса́ндрович Махла́й (род. 17 сентября 1944, Архангельское, Херсонская область) — генерал-майор медицинской службы Вооружённых сил Российской Федерации, Герой Российской Федерации (1996).

## Биография
Родился 17 сентября 1944 года в селе Архангельское. Окончил среднюю школу, затем Днепропетровский медицинский институт, Куйбышевский военно-медицинский факультет при КМИ в 1967 году. По окончании учёбы, продолжил службу в Вирусологическом центре НИИ микробиологии Министерства обороны СССР. Начинал службу с должности младшего научного сотрудника. С 1975 года был старшим научным сотрудником, с 1979 года — начальником лаборатории, с 1990 года — начальником Вирусологического центра в Сергиевом Посаде Московской области.
Махлай принимал активное участие в разработке лекарственных препаратов и антидотов, защищающих от действия бактериологического и биологического оружия, а также от эпидемиологических заболеваний. Является автором более чем 120 научных работ. В начале 1990-х годов, согласно некоторым публикациям, занимался созданием профилактического иммуноглобулина против геморрагической лихорадки Эбола, создав это лекарственное средство первым в мире. В соответствии с международными обязательствами Россия передала Всемирной организации здравоохранения все необходимые документы и образцы лекарства.
Указом Президента Российской Федерации от 21 октября 1996 года за «заслуги в создании и испытании медицинских средств защиты против возбудителей особо опасных инфекционных болезней, проявленное при этом мужество и героизм» генерал-майор медицинской службы Александр Махлай был удостоен высокого звания Героя Российской Федерации с вручением медали «Золотая Звезда».
В 1999 году Махлай был уволен в запас. Продолжает научную работу.
Доктор медицинских наук, профессор, член-корреспондент Российской академии естественных наук. Лауреат Государственной премии СССР в области науки и техники 1982 года и Премии Правительства Российской Федерации в области науки и техники 1995 года. Награждён рядом орденов и медалей.